# King of the Zombies
King of the Zombies é um filme norte-americano de 1941, dos gêneros comédia e terror, dirigido por Jean Yarbrough e estrelado por Dick Purcell e Joan Woodbury.
King of the Zombies é uma produção B da Monogram Pictures, em que o destaque é Mantan Moreland que, apesar de ser o terceiro nome do elenco, é o verdadeiro astro do filme.
A trilha sonora, que consiste largamente em um tema minimalista repetido sobre um fundo de tambores de vudu, foi indicada ao Oscar.

## Sinopse

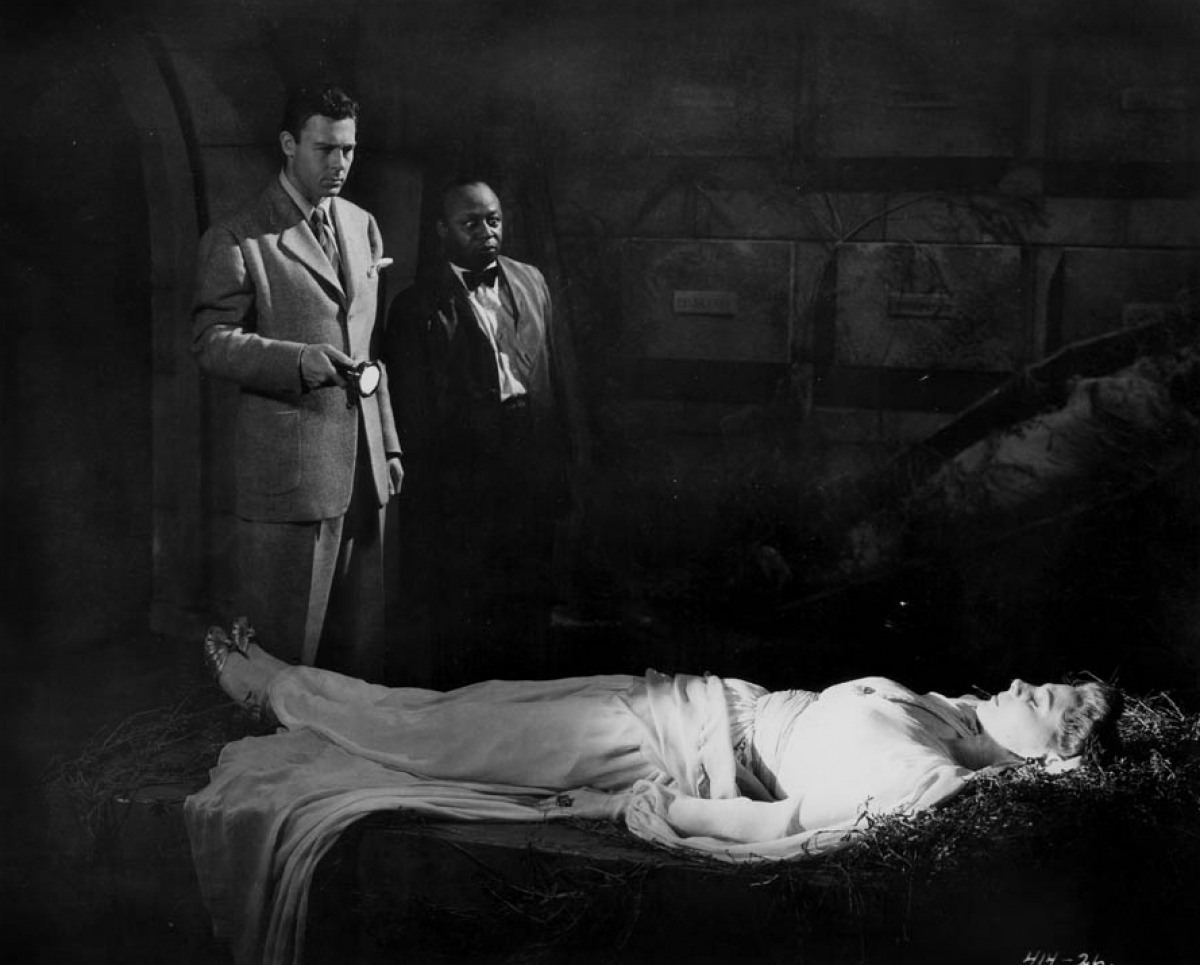
Dick Purcell, Mantan Moreland e Patricia Stacey em cena do filme

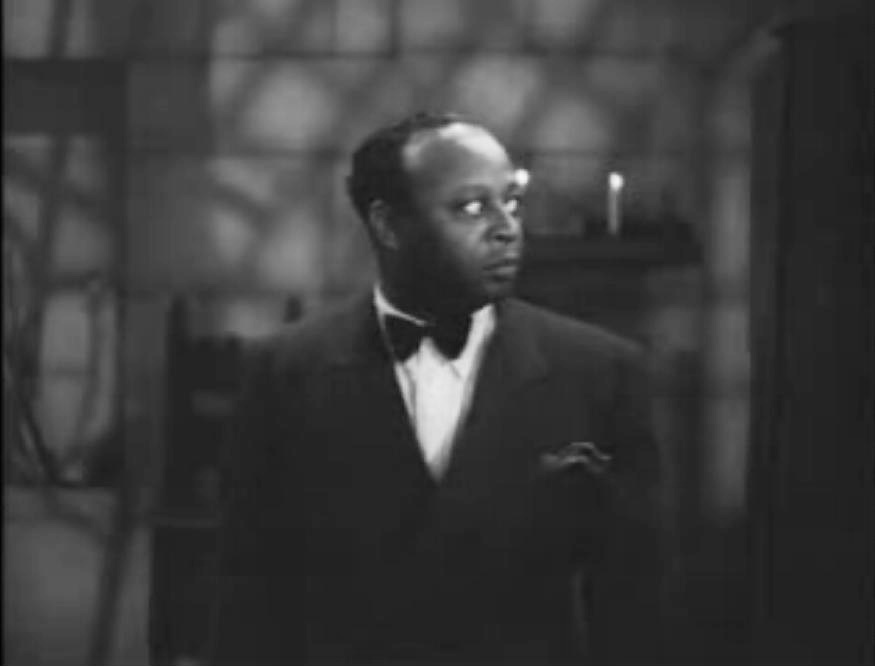
Mantan Moreland em outra cena do filme

Caribe, pouco antes da entrada dos Estados Unidos na Segunda Guerra Mundial. O agente especial James McCarthy, acompanhado de seu mordomo Jeff, tem a missão de descobrir o paradeiro de um almirante, cujo avião caiu em uma ilha perto de Porto Rico. A aeronave em que estão também cai, mas eles são socorridos pelo Doutor Sangre, um sinistro alemão. Sangre explica a eles que está empenhado em descobrir a cura para o estranho transe em que sua esposa Alyce caiu. Jeff descobre que ela não é a única—a ilha está lotada de zumbis e o objetivo final é conquistar o mundo. Ele conta para James, mas James não acredita em nada daquilo. As coisas se precipitam quando o próprio Jeff e o piloto do avião (que igualmente se salvara) também são enfeitiçados.

## Premiações
| Patrocinador                                  | Prêmio | Categoria                    | Situação                    |
| --------------------------------------------- | ------ | ---------------------------- | --------------------------- |
| Academia de Artes e Ciências Cinematográficas | Oscar  | Melhor Trilha Sonora (Drama) | Indicado[carece de fontes?] |

## Elenco
| Ator/Atriz         | Personagem           |
| ------------------ | -------------------- |
| Dick Purcell       | James McCarthy       |
| Joan Woodbury      | Barbara Winslow      |
| Mantan Moreland    | Jeff                 |
| Henry Victor       | Doutor Sangre        |
| John Archer        | Bill Summers         |
| Patricia Stacey    | Alyce Sangre         |
| Guy Usher          | Almirante Wainwright |
| Marguerite Whitten | Samantha             |
| Leigh Whipper      | Momba                |
| Madame Sul-Te-Wan  | Tahama               |
| James Davis        | Lazarus              |
| Laurence Criner    | Doutor Couillie      |